# 北应州
北应州，南北朝时南梁、西魏设立的州。
南梁分华州置北应州，治所在西义阳郡（今河南省桐柏县东固县镇西）。侯景之乱后，承圣元年（西魏废帝元年、552年），被西魏占领，华州改为淮州。西魏废帝三年（554年）正月，改北应州为辅州，淮州为纯州，西义阳郡改为淮阳郡。北周时，辅州、淮阳郡被废除，并入纯州。